# Hippoboscidae
Famille
Les hippoboscidés (Hippoboscidae) forment une nombreuse famille d'insectes diptères piqueurs et hématophages, ailés ou aptères, qui parasitent les oiseaux ou les mammifères. Cette famille comporte plus de 200 espèces.
Certaines de ces mouches transportent des maladies comme la malaria du pigeon.

## Caractéristiques
- Corps plat et robuste.
- Trompe pour piquer.
- Pupipare : la femelle donne naissance une fois les larves formées et nourries.

## Liste des sous-familles
- Selon ITIS :
  - sous-famille Hippoboscinae
  - sous-famille Nycteribiinae
  - sous-famille Streblinae
- Selon NCBI :
  - sous-famille Hippoboscinae
  - sous-famille Lipopteninae
  - sous-famille Ornithomyinae

## Liste des genres

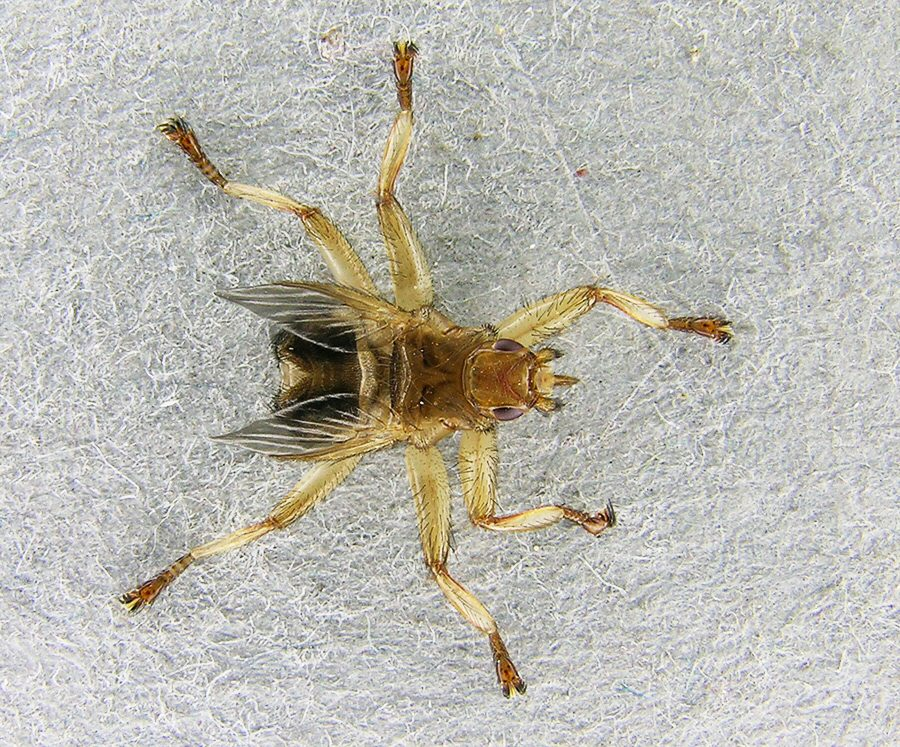
Crataerina pallida.

Selon Catalogue of Life (18 oct. 2012) :
- genre Allobosca
- genre Anastrebla
- genre Anatrichobius
- genre Archinycteribia
- genre Ascodipteron
- genre Aspidoptera
- genre Basilia
- genre Brachytarsina
- genre Conotibia
- genre Crataerina
- genre Craterina
- genre Cyclopodia
- genre Dipseliopoda
- genre Eldunnia
- genre Eucampsipoda
- genre Exastinion
- genre Hershkovitzia
- genre Hippobosca
- genre Joblingia
- genre Leptocyclopodia
- genre Lipoptena
- genre Lynchia
- genre Maabella
- genre Mastoptera
- genre Megastrebla
- genre Megistapophysis
- genre Megistopoda
- genre Melophagus
- genre Metelasmus
- genre Microlynchia
- genre Myophthiria
- genre Neolipoptena
- genre Neotrichobius
- genre Noctiliostrebla
- genre Nycteribia
- genre Nycterophilia
- genre Olfersia
- genre Ornithoctona
- genre Ornithoica
- genre Ornithomya
- genre Ornithophila
- genre Ortholfersia
- genre Paraascodipteron
- genre Paradyschiria
- genre Paraeuctenodes
- genre Parastrebla
- genre Paratrichobius
- genre Penicillidia
- genre Phalconomus
- genre Phthiridium
- genre Phthona
- genre Proparabosca
- genre Pseudolynchia
- genre Pseudostrebla
- genre Raymondia
- genre Raymondioides
- genre Speiserella
- genre Speiseria
- genre Stereomyia
- genre Stilbometopa
- genre Stizostrebla
- genre Strebla
- genre Struthiobosca
- genre Synthesiostrebla
- genre Trichobioides
- genre Trichobius
- genre Xenotrichobius